# Etappenhelferin
Als Etappenhelferin werden weibliche Hilfskräfte im Dienst des deutschen Militärs hinter der Front im Ersten Weltkrieg bezeichnet.

## Geschichte
Die massenhafte Einberufung von Männern zum Militärdienst führte insbesondere nach der verlustreichen Schlacht um Verdun und an der Somme zu Diskussionen, eine allgemeine Dienstpflicht für Frauen einzuführen. Dagegen wandten sich unter anderem der Chef des Kriegsamtes Wilhelm Groener wie auch Reichskanzler Theobald von Bethmann Hollweg.
Auf freiwilliger Basis dienten Frauen als Krankenschwestern und als Etappenhelferinnen hinter der Front. In den Militärlazaretten arbeiteten etwa 92.000 Krankenschwestern. Weniger bekannt ist, dass es daneben in den letzten beiden Kriegsjahren die sogenannten Etappenhelferinnen gegeben hat. Ihre Einstellung sollte es ermöglichen, dass Etappendienst leistende Soldaten an die Front verlegt werden konnten. Die Zahl der weiblichen Hilfskräfte war im Juli 1917 mit etwa 4.800 Frauen deutlich geringer als die ihrer männlichen Kollegen (etwa 12.250). Ihr Anteil betrug zunächst 39 %. Ihre Zahl stieg aber bis September 1918 auf etwa 17.400 an. Inzwischen machten Frauen in diesem Bereich einen Anteil von 64,4 % aus.
Die Positionen gerade in den besetzten Gebieten waren insbesondere für jüngere Frauen attraktiv, die sich entsprechend häufig darauf bewarben. Als Gründe dafür werden nicht nur die relativ gute Bezahlung und Verpflegung, sondern auch die Möglichkeit einer eigenständigen Lebensführung angeführt, die es im „zivilen“ Leben kaum gab. Man kam aus der engeren Umgebung heraus und konnte etwas Neues sehen. Viele von den Helferinnen stammten aus einem eher kleinbürgerlichen Umfeld. Die Frauen arbeiteten als Schreibkräfte, in Wäschereien oder als Küchenpersonal. Eingesetzt wurden sie in der Etappe, aber auch in den besetzten Gebieten. Zuständig für die Organisation waren Funktionärinnen des Bundes deutscher Frauenvereine in Zusammenarbeit mit den stellvertretenden Generalkommandos. Ihre Tätigkeiten entsprachen (damals) gewohnten weiblichen Beschäftigungsarten. Dennoch hatten sie in der deutschen Öffentlichkeit einen eher zweifelhaften Ruf, für den in erster Linie Männerfantasien eine Rolle gespielt haben dürften. Das Ziel, durch die Etappenhelfer und -helferinnen die Versetzung von etwa 200.000 Militärpersonen an die Front zu ermöglichen, wurde nicht annähernd erreicht.
Weibliche Hilfskräfte beim Militär waren kein deutsches Spezifikum. Sie gab es auch bei den alliierten Streitkräften und bei der österreichisch-ungarischen Armee. Dort war ihre Zahl mit etwa 36.000 bis 50.000 Frauen erheblich größer als in Deutschland.